# Џелил (певач)
Џелил Нурбедијев (турк. Jelil Nurberdiyew), познат само као Џелил, туркменистански  је поп, поп-фолк, денс и електропоп певач. Објавио је један албум и гомилу синглова, за већину својих синглова има снимљене музичке спотове објављене на официјалном јутјуб каналу. Поред његове земље Џелилова музика је слушана и у другим земљама Азије Казахстану, Турској, Азербејџану и деловима Русије.

## Дискографија

### Албуми
- Habary ÿok (2022)

### Синглови
- Soy meni (2018)
- Elleriñi ber (2018)
- Many ÿok (2019)
- Ömrüme gel (2019)
- Señ bilen (2019)
- Sen ÿeteñok (2019)
- Bagtymyñ açary (2019)
- Gelermi (2019)
- Tanamaly däldim (2020)
- Yuzbe yuz (2020)
- Sen sebap (2020)
- syr bolup galsyn (2020)
- Git ýada gel (2020)
- Saňa meňzeş ýok (2020) са А.Т.А.
- Yyladay (2020)
- Mensiz bolyamy (2020)
- Men ÿerime (2020)
- Doglan gün (2021)
- Dozenokmy (2021)
- Saylap bilemok (2021)
- Tersine (2021)
- Bor diÿseñ bolÿa (2021)
- Diÿmage sözüm ÿok (2021)
- Adyñ näme (2021)
- Ökünmäÿ (2022)
- 90 60 90 (2022)
- Ÿandym (2022)
- Gysganÿan seni (2022)
- Ÿatlap (2022)
- Gelnim bol  (2022)
- Edeniñ ediber (2022)
- Ÿashyl (2022)
- Mähirli sen (2022)
- Ÿürek gysÿar (2023)
- Bela yaly (2023)
- Men oz yolum (2023)
- Söÿüshÿänler ÿatanok (2023)
- Jelil seni söÿÿär (2023)
- Yurek yadady (2023) дует са Мадом Назаровим
- Bro (2023) дует са Мадом Назаровим